# ジャン・ミュジー
ジャン・ミュジー（フランス語: Jean Musy、1947年12月18日 - 2024年4月26日または4月27日）は、フランスの作曲家、編曲家、ピアニスト、オーケストラ指導者。これまでに200曲を超える映画音楽やテレビシリーズの音楽を作曲し、1000枚以上のシングルおよび約150枚のアルバムの制作に携わっている。妻はシンガーソングライターのクレア・ダスタ。

## 来歴・活動
ジャン・ミュジーは、フランスのパリ北西部に位置するオー＝ド＝セーヌ県のコミューン、ルヴァロワ＝ペレの家庭に生まれる。父は博学な人物で、印刷業に従事していた。ミュジーは子供の頃に耳でピアノを覚え、独学で弾き始める。
10代前半の頃、ハモンドオルガンとジャズに触れ、14歳の時には音楽家たちのグループに加わり、パリのジャズクラブで行われたコンサートに初めて出演する。
16歳の時にオルガン奏者として″ジャン・ミュジー・オーケストラ″を設立する。この頃アメリカ人のギタリスト、スタジオミュージシャンでありジョニー・アリディの楽曲のアレンジを務めていたミッキー・ベイカーと知り合い、ニノ・フェレールの伴奏を担当する。1年間フェレールと共にツアーを行い、アルバム『Je voudrais être noir』の制作にも携わり、ディジョンのスタジオでレコーディングを行った。ベイカーの伝で、ミュジーはジョー・ダッサンに紹介される。1968年、ダッサンの編曲者であるジョニー・アーシーが病に倒れたため、ダッサンは2日以内に録音しなければならなかった「オー・シャンゼリゼ」のアレンジをミュジーに依頼する。ミュジーはこれを承諾し、オーケストラの指揮とピアノ伴奏を引き継いだ。
1976年、フランシス・レイと出会い、1977年にミュジーはレイが映画『Bilitis』のために書き下ろした曲の編曲を担当した。その後1978年に『Les Ringards』で作曲を手掛け、1980年に発表されたレイのソロアルバム『Paris - New York』の編曲を担当した。
ほか、バルバラ、ヴェロニク・サンソン、シャルル・アズナヴール、フランソワーズ・アルディ、セルジュ・レジアニ、ジルベール・ベコーなど、数多の著名なアーティストとも共演している。
2016年にSACEM(フランスの著作権管理団体)音楽大賞を映像部門で受賞。2017年に『My beloved Brother』でUCMF(フランス映画音楽作曲者協会)″Audiovisual″賞を受賞した。2019年にはUCMFの連合会長に就任する。
最後に音楽制作を担当した映画に、ピエール・アルディティ主演のスリラー『Mémoire trouble』(2022年) がある。 
2024年4月26日または27日に死去。76歳没。

## 主な作品

### 映画音楽
- 1979年『Clair de femme（女の輝き）』（監督：コスタ＝ガヴラス）
- 1979年『Laisse-moi rêver』（監督：ロベール・メネゴス）
- 1980年『Le Cœur à l'envers』（監督：フランク・アプレデリス）
- 1980年『Tanya's Island（秘宮のタニア）』（監督：アルフレッド・ソウル）
- 1981年『Chanel Solitaire（ココ・シャネル）』（監督：ジョージ・カッツェンダー）
- 1981年『Le bahut va craquer』（監督：ミシェル・ネルヴァル）

- 1983年『Papy fait de la résistance』（監督：ジャン・マリー・ポワレ）
- 1983年『Itinéraire bis』（監督：クリスチャン・ドリロー）
- 1983年『Prends ton passe-montagne, on va à la plage』（監督：エディ・マタロン）
- 1984年『Les Fausses Confidences』（監督：ダニエル・ムースマン）
- 1987年『Le Journal d'un fou』（監督：ロジャー・コッジョ）
- 1987年『Les Nouveaux Chevaliers du ciel（スカイナイツ）』（監督：パトリック・ジャマン）
- 1988年『Baby Blues（ベイビー・ブルース）』（監督：ダニエル・ムースマン）
- 1989年『Vanille Fraise』（監督：ジェラール・ウーリー）
- 1989年『Noce blanche（白い婚礼）』（監督：ジャン・クロード・ブリソー）
- 1990年『Le Voleur d'arc-en-ciel（ホドロフスキーの虹泥棒）』（監督：アレハンドロ・ホドロフスキー）
- 1993年『Deux Doigts de meurtre』（監督：エディ・マタロン）
- 1994年『L'Ange noir（ランジュ・ノワール／甘い媚薬）』（監督：ジャン・クロード・ブリソー）
- 1994年『Saint-Exupéry : La Dernière Mission（サン＝テグジュペリ／星空への帰還）』（監督：ロベール・アンリコ）
- 2000年『Les Savates du bon Dieu』（監督：ジャン・クロード・ブリソー）
- 2006年『Les Anges exterminateurs（はじらい）』（監督：ジャン・クロード・ブリソー）
- 2008年『À l'aventure』（監督：ジャン・クロード・ブリソー ）
- 2011年『La Vie en miettes（	完璧なストレンジャー）』（監督：ドゥニ・マルバル）
- 2018年『Que Le Diable Nous Emporte（愉楽への手ほどき）』（監督：ジャン・クロード・ブリソー）

### テレビシリーズ
| - 1974年『Les oiseaux de Meiji Jingu』 - 1976年『Paddington』 - 1977年『Les héritiers』 - 1981年『Pause café』 - 1981年『Les Brus』 - 1981年『Le serment d'Heidelberg』 - 1981年『Gaston Lapouge』 - 1982年『Non récupérables』 - 1982年『Mon petit âne, ma mère』 - 1982年『Les invités』 - 1982年『La déchirure』 - 1983年『L'Homme de la nuit』 - 1984年『Disparitions』 - 1984年『Rubis』 - 1984年『Les fausses confidences』 - 1986年『Tous en boîte』 - 1986年『Le véto』 - 1986年『Série rose』 - 1987年『La derelitta Cinéma 16 - Johnny Monroe』 - 1988年『Les nouveaux chevaliers du ciel』 - 1990年『V comme vengeance - Au-delà de la vengeance』 - 1991年『Talkie-walkie』 - 1992年『Passion』 - 1993年『Meutre avec préméditation: Récidive』 - 1993年『Sweet Killing』 - 1993年『Deux justiciers dans la ville - Pilot』 - 1994年『Madame le proviseur』 - 1996年『Passeur d'enfants - L'enfant de Soweto, Passeur d'enfants à Lisbonne, Passeur d'enfants à Istanbul』 - 1995年『Saint-Exupéry: La dernière mission』 - 1995年『Les grandes personnes』 - 1996年『Le poids d'un secret』 - 1996年『Titane』 - 1997年『Une soupe aux herbes sauvages』 - 1999年『Le porteur de destins』 - 1999年『L'histoire du samedi - Margot des Clairies』 | - 2000年『Les savates du bon Dieu』 - 2000年『Marie-Tempête』 - 2001年『Une soupe aux herbes sauvages』 - 2002年『La source des Sarrazins』 - 2002年『Malone』 - 2002～2004年『Fabien Cosma - Le poids d'une vie, - Petit Maxime, - Droit de regard, - D'un battement de cils, - Bobo Léo』 - 2006年『Les innocents』 - 2007年『Nous nous sommes tant haïs』 - 2007年『Le lien』 - 2008年『À l'aventure』 - 2008年『Villa Marguerite』 - 2009年『Ah, était ça la vie!』 - 2009年『Jusqu'à l'enfer』 - 2009年『Malevil』 - 2011年『Le temps du silence』 - 2011年『La vie en miettes』 - 2011年『Empreintes - Jorge Semprun』 - 2012年『Petits arrangements avec ma mère』 - 2012年『Retour à la source』 - 2012年『Frère & soeur』 - 2012年『Malgré-elles』 - 2013年『Mortel été』 - 2013年『L'escalier de fer』 - 2014年『Des jeunes femmes disparaissent』 - 2015年『La boule noire』 - 2015年『La mort d'Auguste』 - 2016年『La Bonne Dame de Nancy』 - 2016年『Mon frère bien-aimé』 - 2018年『Les ombres du passé』 - 2022年『Mémoire trouble』 |

## 楽曲制作に携わったアーティスト
| - フランシス・ララン - イユ・エテ・ユヌ・フォワ - バルバラ - イヴ・デュテイユ - ニコール・マーティン - ニコール・リュー - ニコール・クロワジーユ - ディック・アネガーン - ニコラス・ペイラック - ジャン・ミシェル・カラデック - シャルル・アズナヴール - マルセル・ムルージ - ヴェロニク・サンソン - キャサリン・ララ - フランシス・レイ - リュシッド・ボーソンジュ - ジャン・ユーメンリー - ジネット・リノ | - ジャンヌ・モロー - ジプシー・キングス - ジョルジュ・ムスタキ - アンナ・プルクナル - デミス・ルソス - フランソワーズ・アルディ - セルジュ・レジアニ - ジルベール・ベコー - ミレイユ・マチュー - ファビエンヌ・ティボー - ノエル・コルディエ - ニノ・フェレール - ジョルジュ・シュロン - ジェラール・ベルリネール - ペトゥラ・クラーク - フリーダ・ボッカラ - パトリック (パトリック・マルタン) - ダリダ | - ジルベール・ラファイユ - マノン・ランドフスキ - サルヴァトール・アダモ - イザベル・オーブレ - マリー・ラフォレ - ダニエル・ギシャール - ギレーヌ・パラディ - ジェラール・ルノルマン - ジャン・フォーベール - ジーン・マンソン - バーナード・ディミー - デイヴ (ウーター・オットー・レーヴェンバッハ) - マリー＝ポール・ベル - リンダ・デ・スーザ - ピエール・ティセラン - ジャン・リュック・ラハイ - 大貫妙子 - 谷山浩子 |